# Johan Hudde
Johan Hudde (Amsterdam, (né 23 avril 1628 et mort 15 avril 1704) est un homme politique et mathématicien néerlandais qui travailla sur la théorie des équations.

## Biographie
Johan Hudde était à la base étudiant en droit à l'université de Leyde ; il a toutefois été instruit aux mathématiques par son professeur Frans van Schooten. De 1654 à 1663, il travaille avec lui dans la recherche en géométrie, et c'est durant cette période qu'il élabore toutes ses œuvres mathématiques. À partir de 1663, il entre au conseil urbain d'Amsterdam, dont il fut un des bourgmestres de 1672 à 1704.
Ses travaux ont porté sur les équations tout d'abord, avec une méthode de recherche des racines multiples dans une équation polynomiale. Il semblerait que le développement que l'on apprend de nos jours de la méthode de Cardan vienne de lui (poser x = u + v ...).
Il a réalisé une traduction de La Géométrie de Descartes. Il semble avoir suggéré que le dualisme cartésien des substances (l’âme, le corps) pouvait conduire à deux infinis (l’Étendue, la Pensée) qui constitueraient une forme de polythéisme. Il a été l’ami de Spinoza, qui le tenait en haute estime et lui parlait toujours avec beaucoup de respect.

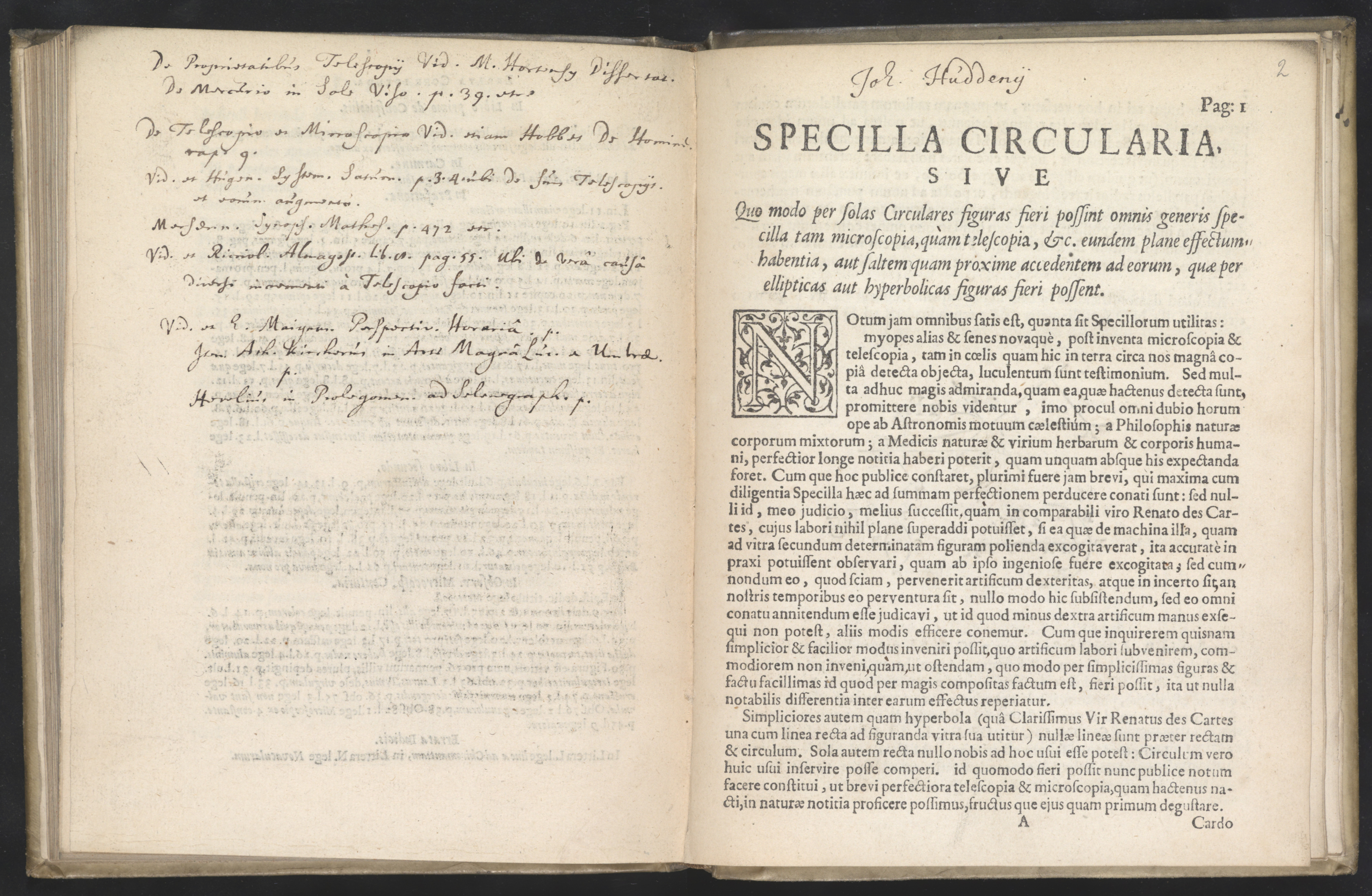
Specilla circularia (1656), un texte de Hudde sur les télescopes.

Il a en outre travaillé sur les minima et les maxima, l'emploi des coefficients négatifs, les probabilités au sujet desquelles il entretenait une correspondance avec Leibniz ; on lui doit enfin le développement en série de ln(1+x) en 1656.
Dans le domaine de la physique, il travailla sur l'ouvrage des télescopes, et la maintenance des canaux, un problème alors d'actualité en Hollande : c'est en 1657 qu'il parvient à bloquer l'armée française en inondant audacieusement une partie du territoire.